# Thomas Birch
Thomas Birch (ur. w 1779 w Londynie, zm. 3 stycznia 1851 w Filadelfii) – amerykański malarz pochodzenia angielskiego.

## Życiorys
Jego ojciec William Birch (1755–1834) był malarzem i grafikiem. Około 1794 wraz z rodziną wyemigrował do Stanów Zjednoczonych i osiadł w Filadelfii. Thomas Birch zajmował się początkowo malarstwem portretowym, współpracując z ojcem, a później tworząc samodzielnie. Około 1807 zainteresował się tematyką marynistyczną, która niemal całkowicie zdominowała jego twórczość. Malował techniką olejną, tworzył też akwarele. Szczególne uznanie zdobył za cykl obrazów poświęconych morskim epizodom wojny brytyjsko-amerykańskiej w 1812. Obok tematyki marynistycznej artysta malował także pejzaże i sceny zimowe. Pomimo uznania zmarł w niedostatku, zniechęcony tym, co uznawał za brak patriotyzmu wśród Amerykanów.
Thomas Birch był honorowym członkiem National Academy of Design, wystawiał m.in. w Society of Artists of Pennsylvania (od 1811), Apollo Association (1838–1839), American Art-Union (1838–1850), American Academy (1833–1835) i National Academy of Design (1832–1845). Największe zbiory jego prac posiadają galerie i muzea amerykańskie m.in. Pennsylvania Academy of the Fine Arts w Filadelfii, Historical Society w Nowym Jorku, Brooklyn Museum, Shelburne Museum w Vermont i Nantucket Historical Association.

## Galeria

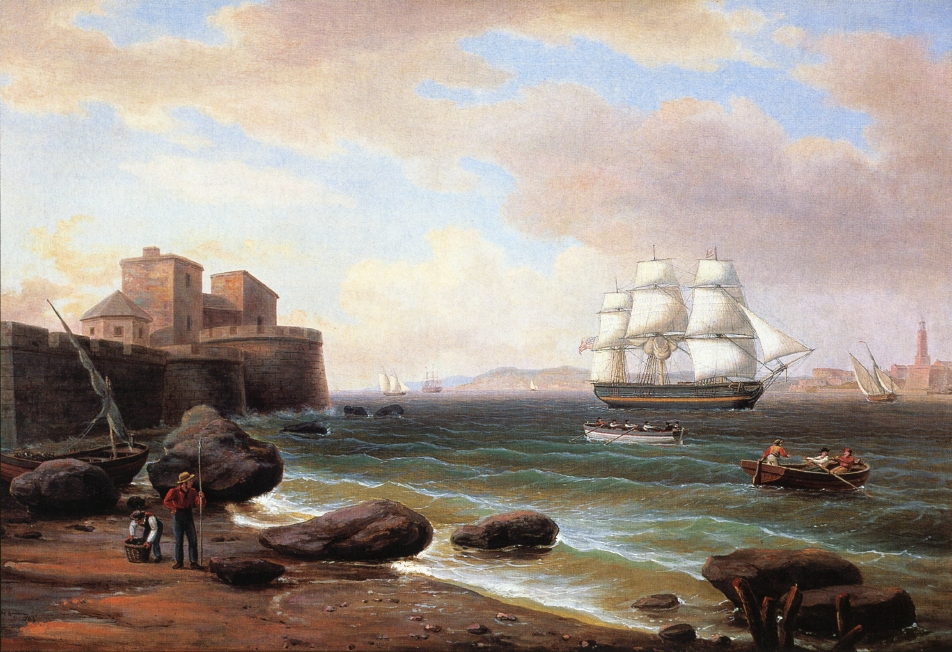
Amerykański statek handlowy wchodzący do portu w Marsylii, 1846
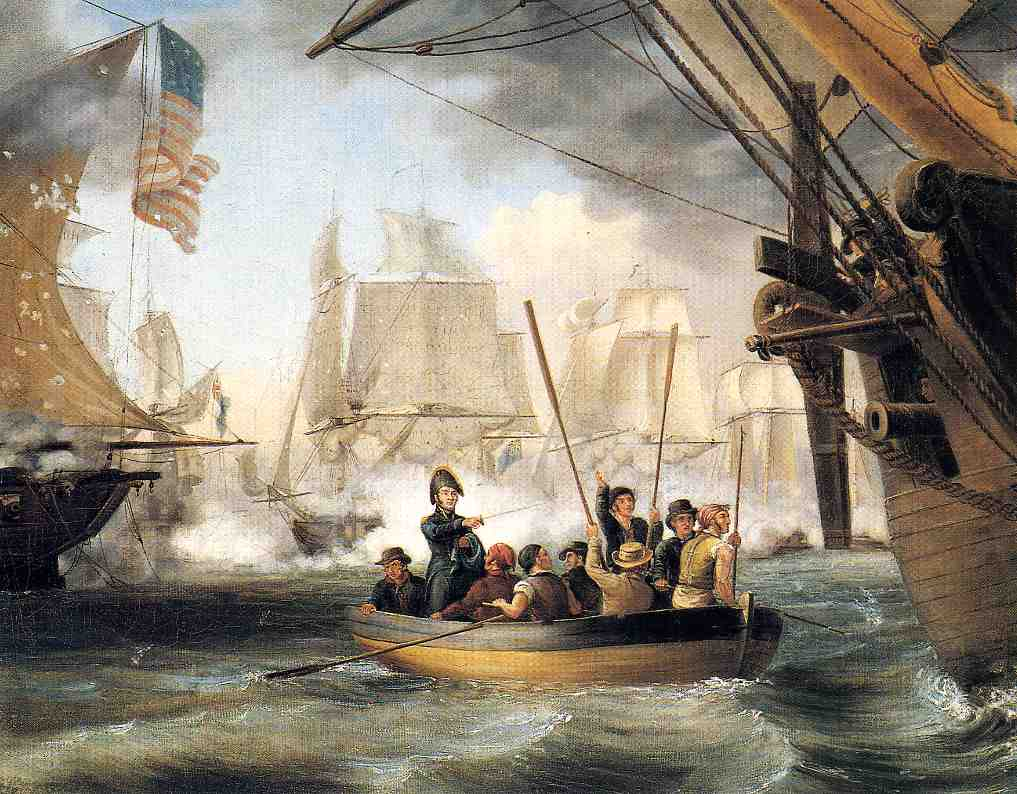
Bitwa o jezioro Erie: Perry opuszcza tonący bryg Lawrence, 1812
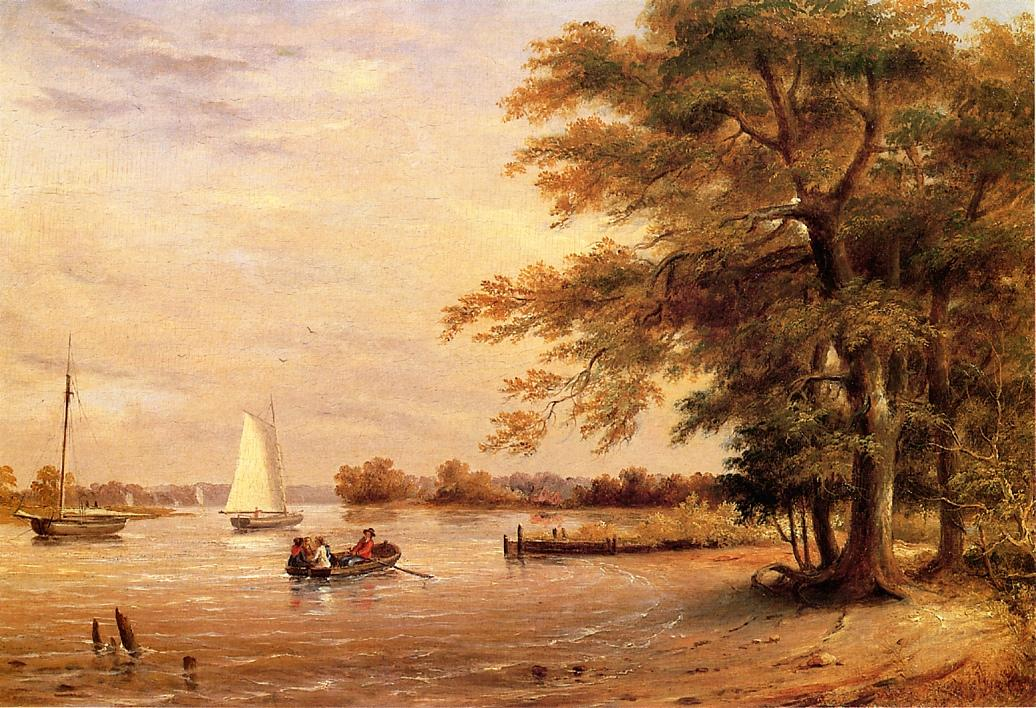
On the Shrewsbury River, Redbank, New Jersey, 1840
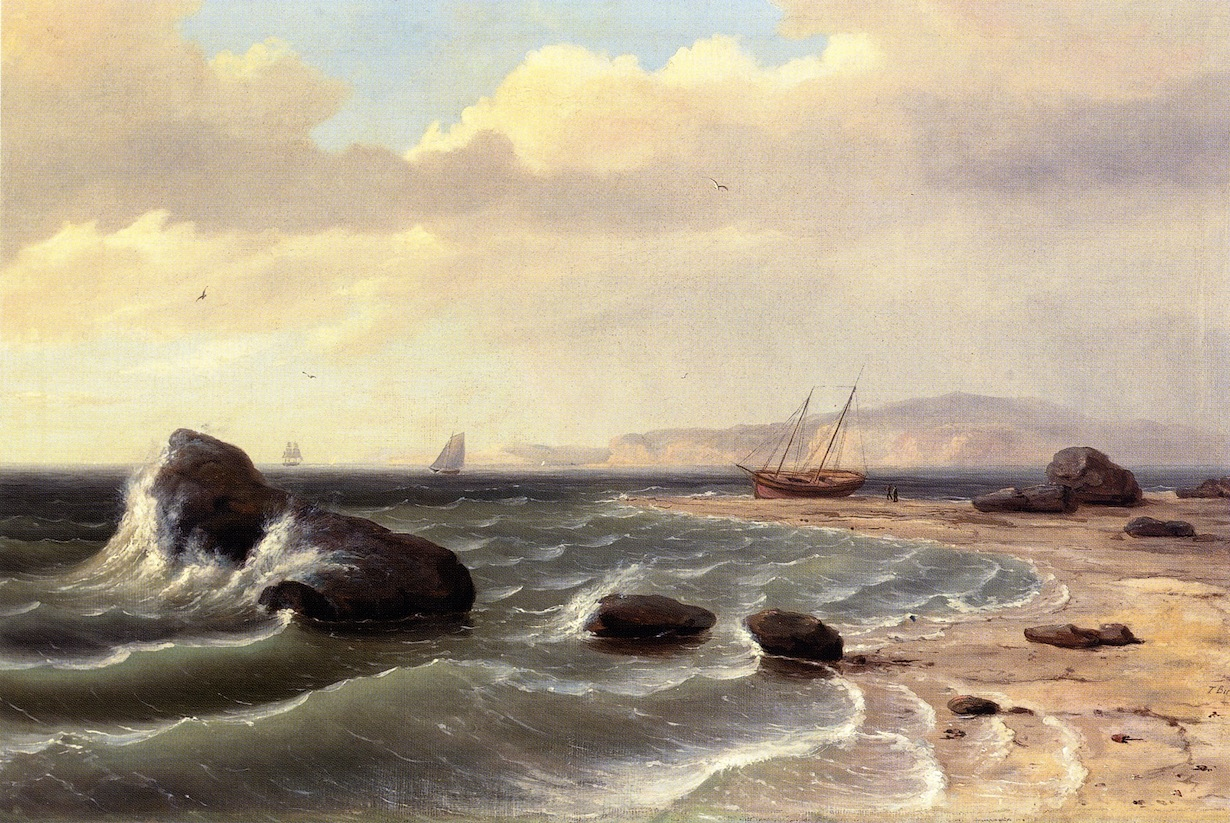
An American Shore Scene, 1831